# Hyalotiopsis subramanianii
Hyalotiopsis subramanianii är en svampart som först beskrevs av Agnihothr. & Luke, och fick sitt nu gällande namn av Punith. 1970. Hyalotiopsis subramanianii ingår i släktet Hyalotiopsis och familjen Amphisphaeriaceae.   Inga underarter finns listade i Catalogue of Life.